# Horace Smith (poète)
Pour les articles homonymes, voir Horace Smith.
 Horatio Smith, souvent écrit Horace Smith, est un poète et romancier anglais né le 31 décembre 1779 à Londres et mort le 12 juillet 1849 à Royal Tunbridge Well. Il est reconnu pour son don d'écriture de sonnets, comme Ozymandias, une réponse au poème éponyme de Percy Bysshe Shelley.

## Biographie

### Famille
Né à Londres fin 1779, Horace Smith est le fils d'un avocat-conseil, et le cinquième d'une famille de huit. Il étudie à l'école de Chigwell avec son frère aîné James Smith, également auteur.

### Récits parodiques
Horace s'offre pour la première fois à l'attention du public en 1812, quand son frère James (de quatre ans son aîné) et lui produisent une parodie littéraire populaire au sujet de la reconstruction du Drury Lane Theatre, qui avait été détruit dans un incendie. Les directeurs du théâtre leur ont offert 50 £ pour prononcer un discours qui est récité à la réouverture du théâtre, en octobre. Les frères Smith ont alors l'idée de faire un livre parodiant les poèmes des plus grands auteurs de leur époque, James se chargeant de parodier William Wordsworth, Robert Southey, Samuel T. Coleridge et George Crabbe, Horace s'occupant de George Byron, Thomas Moore, Walter Scott et Bowles.
Le livre a un énorme succès, et connaît sept rééditions dans les trois mois suivant. Le livre a été écrit sans méchanceté ; aucun des poètes parodiés ne s'en est offensé, et l'imitation est si intelligente que Byron et Scott ont déclaré qu'ils auraient pu croire avoir écrit les poèmes eux-mêmes. La seule autre collaboration des deux frères fut Horace à Londres (Horace in London en anglais) en 1813.

### Concours de sonnets
Les concours de sonnets n'étaient pas rares ; Shelley et Smith ont été en compétition pour l'écriture d'un sonnet portant sur le thème du Nil. Inspirés par la Bibliothèque historique de Diodore de Sicile (livre 1, chapitre 47), ils ont écrit chacun un sonnet ; Ozymandias, de Shelley, paraît le 11 janvier 1818 sous le pseudonyme de Glirastes, tandis que Sur une jambe de granit extraordinaire, découverte tenant sur elle-même dans les déserts d'Égypte, avec l'inscription insérée ci-dessous (On a Stupendous Leg of Granite, Discovered Standing by Itself in the Deserts of Egypt, with the Inscription Inserted Below en anglais) de Smith est publié le 1er février 1818, avec les initiales H.S. Ce poème a été inséré, plus tard, dans son recueil Amarynthus.

### Vie professionnelle
Après ses études, Horace Smith devient un courtier en bourse prospère. Il fait la connaissance de Shelley dans le cercle de Leigh Hunt et l'aide à diriger ses affaires.

### Récits historiques
Fortune faite, Horace Smith rédige une série de romans historiques : Brambletye House en 1826, Tor Hill en 1826, Reuben Apsley en 1827, Zillah, une histoire de la Ville Sainte (Zillah, a Tale of the Holy City) en 1828, La Nouvelle Forêt (The New Forest) en 1829, Walter Colylon en 1830, entre autres. Les trois volumes de Gaietés et gravités (Gaieties and Gravities), publiés par ses soins en 1826, contiennent nombre d'essais intelligents en vers et prose, mais le seul passage dont on se souvient encore relativement est l'Adresse à la momie dans l'exhibition de Belzoni (Address to the Mummy in Belzoni's Exhibition).

### Décès
Horace Smith meurt à Tunbridge Wells le 12 juillet 1849.